# Gli inesorabili
Gli inesorabili (bra: Os Implacáveis) é um filme de drama franco-italiano de 1950 dirigido por Camillo Mastrocinque e Roberto Savarese.

## Elenco
- Rossano Brazzi como Saro Costa
- Charles Vanel como Don Salvatore Sparaino
- Claudine Dupuis como Stellina Luparello
- Milly Vitale como Elena Occhipinti
- Eduardo Ciannelli como barão Occhipinti
- Turi Pandolfini
- Ignazio Balsamo como Ciro Sollima
- Carla Calò como Rosa